# Эйнсли (клуб по австралийскому футболу)
«Эйнсли» (англ. Ainslie Football Club) — полупрофессиональный клуб по австралийскому футболу, базирующийся в городе Канберра, Австралийская столичная территория, Австралия.
Клуб был основан в 1927 году, в настоящее время выступает в Северо-восточной австралийской футбольной лиге. Первый чемпионский титул был выигран в 1929 году.
Клуб воспитал нескольких игроков Австралийской футбольной лиги, среди которых наиболее известны Джеймс Хёрд и Шон Смит. Натан Бакли отыграл за клуб один сезон.
Бывший игрок футбольного клуба Сент-Килда был главным тренером команды на протяжении шести сезонов (1978—1983), и в этот период клуб четыре раза становился чемпионом: в 1979, 1980, 1982 и 1983 годах. Другим известным в прошлом футболистом, тренировавшим команду, был Дэвид Клоук.
При футбольном клубе имеются юношеские команды различных возрастов (до 12, до 14, до 16 и до 18 лет), выступающие в различных дивизионах чемпионата Канберры.